# 红星街道 (景宁县)
红星街道是中华人民共和国浙江省丽水市景宁畲族自治县下辖的一个街道办事处。
2011年，浙江省人民政府批复同意撤销鹤溪镇建制，其行政区域改由景宁县政府直辖。
2011年12月，丽水市人民政府批复同意在原鹤溪镇、外舍管理区区域设立红星、鹤溪2个街道办事处，红星街道办事处辖仙童、红星、外舍等3个社区，城北、王金垟、岗石、岭北、坑山后、岚头、杨绿湖、岭根源、潘坑、小金州、金包山、大吴山等12个行政村，街道办事处驻地为复兴东路47号。

## 行政区划
红星街道下辖以下村级行政区划单位：
红星社区、仙童社区、外舍社区、城北村、王金垟村、岗石村、小金州村、金包山村、大吴山村、岭北村、坑山后村、岚头村、杨绿湖村、岭根源村和潘坑村。